# Miconia gigantea
Miconia gigantea är en tvåhjärtbladig växtart som beskrevs av Célestin Alfred Cogniaux. Miconia gigantea ingår i släktet Miconia och familjen Melastomataceae. Inga underarter finns listade i Catalogue of Life.